# Danske model
"Den danske model" er en betegnelse for det danske arbejdsmarkeds organisering, hvor et centralt element er de frivillige aftaler, der indgås mellem arbejdsgiverforeninger og fagforeninger. Et andet karakteristisk element er flexicurity - kombinationen af, at det er let for arbejdsgiverne at afskedige medarbejdere, samtidig med, at de ledige har sikkerhed for at kunne opretholde et vist indkomstniveau.

## Historisk baggrund
Den danske model bygger på Septemberforliget fra 1899, hvor Dansk Arbejdsgiverforening og det, der i dag er LO, indgik et forlig om, hvordan spillereglerne på det danske arbejdsmarked skulle være. Aftalen er grundlag for Hovedaftalen. Septemberforliget anerkendte arbejdsgivernes ret til at lede og fordele arbejdet. Derudover indeholdt forliget reguleringer af, hvordan overenskomster skal indgås og opsiges, og hvordan konflikter skal iværksættes, heriblandt sympatistrejke og sympatilockout.
I daglig tale kaldes arbejdsgiverorganisationerne og fagforeningerne også arbejdsmarkedets parter.

## Karakteristiske træk
Den danske model er karakteriseret ved en høj overenskomstdækning. I kraft af, at en høj andel af arbejdsstyrken traditionelt har været organiseret i fagforeninger og en høj andel af arbejdsgiverne har været organiseret i arbejdsgiverorganisationerne, har de indgåede kollektive overenskomster mellem fagforeningerne og arbejdsgiverorganisationerne dannet de almindelige rammer for løn- og arbejdsvilkår på det danske arbejdsmarked. Stridsspørgsmål om overenskomstforhold afgøres enten ved faglig voldgift eller af Arbejdsretten.
Traditionen for frivillige aftaler mellem arbejdsmarkedets parter betyder bl.a., at der ikke er nogen lov om minimumsløn i Danmark, og generelt er der meget lidt lovgivning, der regulerer det danske arbejdsmarked.
Ved relevante samfundsforhold kan regeringen indkalde til trepartsforhandlinger mellem arbejdsgiverorganisationerne, lønmodtagerorganisationerne og regeringen. Disse forhandlinger er primært blevet brugt af regeringer til at indgå større kompromiser om samfundsudviklingen, hvor det har været anset for vigtigt, at der kunne opnås enighed mellem regeringen og arbejdsmarkedets parter. Bl.a. brugte Poul Schlüter trepartsforhandlingerne i 1987 til at få enighed om den såkaldte Fælleserklæring. Bl.a. aftalte man at oprette arbejdsmarkedspensionerne, som senere blev implementeret ved overenskomstforhandlingerne mellem DA og LO. Dagpengesystemet, som bygger på Dagpengeloven af 1907 og den relativt høje offentlige dækning af indkomsttab ved ledighed og sygdom, er en væsentlig forudsætning for den danske models bæredygtighed.
Af andre forhold, hvor det danske arbejdsmarked skiller sig ud fra andre lande i Europa, nævnes også en meget høj erhvervsdeltagelse for kvinder, at medlemskab af arbejdsløshedskasser er frivilligt, at en stor del af lønnen ikke fastsættes ved centrale overenskomstforhandlinger, men afhænger af aftaler på den enkelte arbejdsplads, og at ansættelsesbeskyttelsen er væsentlig mindre i Danmark end i de fleste andre europæiske lande. Disse karakteristiske træk kan også opfattes som en del af den danske model.

## Kritik og vurderinger
Nogle mener, at den danske model er truet af EU's regler om arbejdskraftens frie bevægelighed, hvor man kun kan kræve, at udenlandsk arbejdskraft overholder lovene og ikke overenskomsterne. Lovgivning om minimumslønninger findes i de fleste EU-lande, men eksperter har skønnet, at sådanne love ikke er en sikring mod social dumping.
Den danske model og de danske løn- og arbejdsvilkår er i høj grad afhængige af, at den danske fagbevægelse fortsat kan sikre en høj overenskomstdækning. Bl.a. derfor er der i fagbevægelsen stor fokus på at tegne danske overenskomster med udenlandske firmaer og firmaer, som beskæftiger udenlandsk arbejdskraft.